# Lista odcinków serialu Nie ma lekko (2016)
Lista odcinków serialu telewizyjnego Nie ma lekko – emitowanego przez amerykańską stację telewizyjną ABC od 11 października 2016 roku.  Od 16 maja 2017 roku serial jest emitowany w Polsce przez Fox Comedy.
| Sezon | Odcinki | Oryginalna emisja w ABC | Oryginalna emisja w ABC | Oryginalna emisja w Fox Comedy | Oryginalna emisja w Fox Comedy | Oryginalna emisja w Fox Comedy |
| Sezon | Odcinki | Premiera sezonu         | Finał sezonu            | Premiera sezonu                | Finał sezonu                   |                                |
| ----- | ------- | ----------------------- | ----------------------- | ------------------------------ | ------------------------------ | ------------------------------ |
| 1     | 23      | 11 października 2016    | 16 maja 2017            | 23 kwietnia 2017               | 2 lipca 2017                   |                                |
| 2     | 24      | 27 września 2017        | 16 maja 2018            | 29 kwietnia 2018               | 8 lipca 2018                   |                                |
| 3     | 23      | 26 września 2018        | 21 maja 2019            | 23 czerwca 2019                | —                              |                                |
| 4     | —       | 27 września 2019        | —                       | —                              | —                              |                                |

## Sezon 1 (2016-2017)
| Nr | #  | Tytuł                                                     | Reżyseria        | Scenariusz                              | Premiera w ABC       | Premiera w Fox Comedy |
| -- | -- | --------------------------------------------------------- | ---------------- | --------------------------------------- | -------------------- | --------------------- |
| 1  | 1  | Nowa sąsiadka Pilot                                       | Ruben Fleischer  | Sarah Dunn                              | 11 października 2016 | 23 kwietnia 2017      |
| 2  | 2  | Drzemka The Nap                                           | John Fortenberry | Sarah Dunn                              | 18 października 2016 | 23 kwietnia 2017      |
| 3  | 3  | Bieg zombie Westport Zombies                              | Chris Koch       | Julie Bean                              | 25 października 2016 | 30 kwietnia 2017      |
| 4  | 4  | Wernisaż Art Show                                         | Ken Whittingham  | Donald Diego                            | 1 listopada 2016     | 30 kwietnia 2017      |
| 5  | 5  | Zniewaga The Snub                                         | Ryan Case        | Rick Wiener, Kenny Schwartz             | 15 listopada 2016    | 7 maja 2017           |
| 6  | 6  | Awantura The Blow-Up                                      | Eyal Gordin      | Vanessa McCarthy                        | 22 listopada 2016    | 7 maja 2017           |
| 7  | 7  | Wpływowa para Power Couple                                | Ryan Case        | Sam Sklaver                             | 29 listopada 2016    | 14 maja 2017          |
| 8  | 8  | Bal kotylionowy Westport Cotillion                        | Rebecca Asher    | Julie Bean                              | 6 grudnia 2016       | 14 maja 2017          |
| 9  | 9  | Zły duch Bożego Narodzenia Krampus Katie                  | David Grossman   | Brian Donavan, Ed Herro                 | 13 grudnia 2016      | 21 maja 2017          |
| 10 | 10 | Nowa koleżanka The Playdate                               | Declan Lowney    | Donald Diego                            | 3 stycznia 2017      | 21 maja 2017          |
| 11 | 11 | Śnieżyca The Snowstorm                                    | Chad Lowe        | Stephanie Birkitt                       | 10 stycznia 2017     | 28 maja 2017          |
| 12 | 12 | Niespodzianka Surprise                                    | Stuart McDonald  | Vanessa McCarthy                        | 17 stycznia 2017     | 28 maja 2017          |
| 13 | 13 | Wtedy i teraz Then and Now                                | John Fortenberry | Rick Wiener, Kenny Schwartz, Sarah Dunn | 7 lutego 2017        | 4 czerwca 2017        |
| 14 | 14 | Czas na miłość Time for Love                              | Declan Lowney    | Rick Wiener, Kenny Schwartz             | 14 lutego 2017       | 4 czerwca 2017        |
| 15 | 15 | Męski wieczór The Man Date                                | Melissa Kosar    | Donald Diego                            | 21 lutego 2017       | 11 czerwca 2017       |
| 16 | 16 | Torby na śmieci Bag Lady                                  | John Putch       | Vanessa McCarthy, Julie Bean            | 7 marca 2017         | 11 czerwca 2017       |
| 17 | 17 | Małżeństwa innych ludzi Other People’s Marriages          | John Fortenberry | Donald Diego                            | 14 marca 2017        | 18 czerwca 2017       |
| 18 | 18 | Rodzinne motto The Otto Motto                             | Phil Traill      | Brian Donovan, Ed Herro                 | 4 kwietnia 2017      | 18 czerwca 2017       |
| 19 | 19 | Mecz polo The Polo Match                                  | Linda Mendoza    | Stephanie Birkitt                       | 11 kwietnia 2017     | 25 czerwca 2017       |
| 20 | 20 | Spacer The Walk                                           | Chris Koch       | Rick Wiener, Kenny Schwartz             | 18 kwietnia 2017     | 25 czerwca 2017       |
| 21 | 21 | Klub The Club                                             | David Bertman    | Brian Donovan, Ed Herro                 | 2 maja 2017          | 2 lipca 2017          |
| 22 | 22 | Gdzie się podziała moja serwetka? Dude, Wheres My Napkin? | Melissa Kosar    | Julie Bean, Vanessa McCarthy            | 9 maja 2017          | 2 lipca 2017          |
| 23 | 23 | Ukryć się nie da Cant Hide it Anymore                     | John Putch       | Sarah Dunn                              | 16 maja 2017         | 2 lipca 2017          |

## Sezon 2 (2017-2018)
| Nr | #  | Tytuł                                        | Reżyseria       | Scenariusz                                 | Premiera w ABC       | Premiera w Fox Comedy |
| -- | -- | -------------------------------------------- | --------------- | ------------------------------------------ | -------------------- | --------------------- |
| 24 | 1  | Powrót do szkoły Back to School              | Chris Koch      | Rick Wiener, Kenny Schwartz                | 27 września 2017     | 29 kwietnia 2018      |
| 25 | 2  | Kucharz Boar-Dain                            | Rebecca Asher   | Brian Donovan                              | 4 października 2017  | 29 kwietnia 2018      |
| 26 | 3  | Rebelia The Uprising                         | John Putch      | Donald Diego                               | 11 października 2017 | 29 kwietnia 2018      |
| 27 | 4  | Atak wszy The Lice Storm                     | Ken Wittingham  | Brian Callahan                             | 18 października 2017 | 29 kwietnia 2018      |
| 28 | 5  | Pomyłkowy poczęstunek Boo-Who?               | Melissa Kosar   | Kat Likkel, John Hoberg                    | 25 października 2017 | 6 maja 2018           |
| 29 | 6  | Zaklinacz świń The Pig Whisperer             | Rebecca Asher   | Sarah Dunn                                 | 1 listopada 2017     | 6 maja 2018           |
| 30 | 7  | Sekrety rodzinne Family Secrets              | John Putch      | Rick Wiener, Kenny Schwartz                | 15 listopada 2017    | 13 maja 2018          |
| 31 | 8  | Wystawna aukcja Gala Auction                 | John Putch      | Kat Likkel, John Hoberg                    | 29 listopada 2017    | 13 maja 2018          |
| 32 | 9  | Bezdzietna para The Couple                   | John Putch      | Taylor Hamra                               | 6 grudnia 2017       | 20 maja 2018          |
| 33 | 10 | Smutne Boże Narodzenie Blue Christmas        | Ken Whittingham | Lindsey Stoddart                           | 13 grudnia 2017      | 20 maja 2018          |
| 34 | 11 | Blond ekipa Blondetourage                    | Melissa Kosar   | Donald Diego                               | 3 stycznia 2018      | 27 maja 2018          |
| 35 | 12 | Dobra sprzedaż Selling Out                   | Helen Hunt      | Brian Donovan, Ed Herro                    | 10 stycznia 2018     | 27 maja 2018          |
| 36 | 13 | Rocznica The Anniversary                     | David Bertman   | Bill Callahan                              | 17 stycznia 2018     | 3 czerwca 2018        |
| 37 | 14 | Kryzys wieku średniego Midlife Crisis        | Rebecca Asher   | Sarah Dunn                                 | 24 stycznia 2018     | 3 czerwca 2018        |
| 38 | 15 | Zamiana mam The Mom Switch                   | Melissa Kosar   | Anthony Lombardo                           | 24 stycznia 2018     | 10 czerwca 2018       |
| 39 | 16 | Dzień sportu Field Day                       | Chris Koch      | Taylor Hamra                               | 28 lutego 2018       | 10 czerwca 2018       |
| 40 | 17 | Każdy ma kogoś do pary All Coupled Up        | John Putch      | Donald Diego                               | 7 marca 2018         | 17 czerwca 2018       |
| 41 | 18 | Lokal The Venue                              | Lea Thompson    | Stephanie Birkitt                          | 14 marca 2018        | 17 czerwca 2018       |
| 42 | 19 | Trudno się pożegnać It's Hard to Say Goodbye | John Putch      | Rick Wiener, Kenny Schwartz                | 21 marca 2018        | 24 czerwca 2018       |
| 43 | 20 | Spadek The Inheritance                       | Helen Hunt      | Lindsey Stoddart, Anthony Lombardo         | 4 kwietnia 2018      | 24 czerwca 2018       |
| 44 | 21 | To nie ty, to ja It's Not You, It's Me       | Chris Koch      | Brian Donovan, Ed Herro                    | 11 kwietnia 2018     | 1 lipca 2018          |
| 45 | 22 | Sweter Sliding Sweaters                      | Helen Hunt      | Donald Diego                               | 2 maja 2018          | 1 lipca 2018          |
| 46 | 23 | Szukając Filliona Finding Fillion            | David Bertram   | Bill Callahan, Rick Wiener, Kenny Schwartz | 9 maja 2018          | 8 lipca 2018          |
| 47 | 24 | Wiosenna gala The Spring Gala                | John Putch      | Sarah Dunn                                 | 16 maja 2018         | 8 lipca 2018          |

## Sezon 3 (2018-2019)
| Nr | #  | Tytuł                                                   | Reżyseria        | Scenariusz                                           | Premiera w ABC       | Premiera w Fox Comedy |
| -- | -- | ------------------------------------------------------- | ---------------- | ---------------------------------------------------- | -------------------- | --------------------- |
| 48 | 1  | Wina matki Mom Guilt                                    | Ken Whittingham  | Donald Diego                                         | 26 września 2018     | 23 czerwca 2019       |
| 49 | 2  | I znowu to samo Here We Go Again                        | Helen Hunt       | Rick Wiener, Kenny Schwartz                          | 3 października 2018  | 23 czerwca 2019       |
| 50 | 3  | Nieuczciwość czasem popłaca Cheaters Sometimes Win      | Michael McDonald | Brian Donovan, Ed Herro                              | 10 października 2018 | 30 czerwca 2019       |
| 51 | 4  | Wrogowie Ottów Enemies: An Otto Story                   | Melissa Kosar    | Jonathan Fener                                       | 17 października 2018 | 30 czerwca 2019       |
| 52 | 5  | Zaufaj mi Trust Me                                      | Paul Murphy      | Taylor Hamra                                         | 24 października 2018 | 7 lipca 2019          |
| 53 | 6  | Obraz ciała Body Image                                  | Ken Whittingham  | Rick Wiener, Kenny Schwartz, Sarah Dunn              | 31 października 2018 | 7 lipca 2019          |
| 54 | 7  | Kod The Code                                            | Chris Koch       | Anthony Lombardo                                     | 7 listopada 2018     | 14 lipca 2019         |
| 55 | 8  | Żonka na pokaz Trophy Wife                              | John Putch       | Lindsey Stoddart                                     | 28 listopada 2018    | 14 lipca 2019         |
| 56 | 9  | Wzloty i upadki Highs and Lows                          | Anya Adams       | Lauren Caltagirone                                   | 5 grudnia 2018       | 21 lipca 2019         |
| 57 | 10 | Jak uratować Święta Saving Christmas                    | Jennifer Arnold  | Jeremy Hall                                          | 12 grudnia 2018      | 21 lipca 2019         |
| 58 | 11 | Czego się nie robi The Things You Do                    | Rebecca Asher    | Taylor Hamra                                         | 5 lutego 2019        | 28 lipca 2019         |
| 59 | 12 | Rozłączeni Disconnected                                 | Melissa Kosar    | Jonathan Fener                                       | 12 lutego 2019       | 28 lipca 2019         |
| 60 | 13 | Więcej szmalu, więcej problemów Mo' Money, Mo' Problems | Anya Adams       | Donald Diego                                         | 19 lutego 2019       | 4 sierpnia 2019       |
| 61 | 14 | Amerykańska idolka Baby Crazy                           | David Bertman    | Brian Donovan, Ed Herro                              | 26 lutego 2019       | 4 sierpnia 2019       |
| 62 | 15 | Amerykańska idolka American Idol                        | John Putch       | Jordan Roter                                         | 19 marca 2019        | 11 sierpnia 2019      |
| 63 | 16 | Przyjaciele Insta-Friends                               | Chris Koch       | Lindsey Stoddart, Anthony Lombardo                   | 26 marca 2019        | 11 sierpnia 2019      |
| 64 | 17 | Kłamstwo ma krótkie nogi Liar Liar, Room on Fire        | Betsy Thomas     | Donald Diego                                         | 9 kwietnia 2019      | 18 sierpnia 2019      |
| 65 | 18 | Dzień bez telefonu Phone Free Day                       | Nirvana Adams    | Taylor Hamra                                         | 16 kwietnia 2019     | 18 sierpnia 2019      |
| 66 | 19 | Babciny styl Grandma's Way                              | Paul Murphy      | Lauren Caltagirone, Jeremy Hall                      | 23 kwietnia 2019     | 25 sierpnia 2019      |
| 67 | 20 | Wycieczka szkolna Field Trippin                         | John Putch       | Jonathan Fener                                       | 30 kwietnia 2019     | 25 sierpnia 2019      |
| 68 | 21 | W piwnicy Locked in the Basement                        | Chris Koch       | Brian Donovan, Ed Herro                              | 7 maja 2019          | 1 września 2019       |
| 69 | 22 | Potańcówka The Dance                                    | Melissa Kosar    | Rick Wiener, Kenny Schwartz, Sarah Dunn              | 14 maja 2019         | 1 września 2019       |
| 70 | 23 | Parada mamy A Mom's Parade                              | Paul Murphy      | Rick Weiner, Kenny Schwartz, Kat Likkel, John Hoberg | 21 maja 2019         | 8 września 2019       |

## Sezon 4 (2019-2020)
| Nr | #  | Tytuł                                   | Reżyseria        | Scenariusz                           | Premiera w ABC       | Premiera w Fox Comedy |
| -- | -- | --------------------------------------- | ---------------- | ------------------------------------ | -------------------- | --------------------- |
| 71 | 1  | The Minivan                             | Paul Murphy      | Jonathan Fener                       | 27 września 2019     |                       |
| 72 | 2  | Bed, Bath & Beyond Our Means            | Natalia Anderson | Lindsey Stoddart                     | 4 października 2019  |                       |
| 73 | 3  | Bigger Kids, Bigger Problems            | Paul Murphy      | Sherry Bilsing-Graham, Ellen Plummer | 11 października 2019 |                       |
| 74 | 4  | Lasagna                                 | John Putch       | Lauren Caltagirone                   | 18 października 2019 |                       |
| 75 | 5  | The Maze                                | Melissa Kosar    | Anthony Lombardo                     | 25 października 2019 |                       |
| 76 | 6  | Girls' Night Out                        | Melissa Kosar    | Michael Hobert                       | 1 listopada 2019     |                       |
| 77 | 7  | Flavor of Westport                      | Alisa Statman    | Jeremy Hall                          | 15 listopada 2019    |                       |
| 78 | 8  | Women in Business                       | Nirvana Adams    | Donald Diego                         | 22 listopada 2019    |                       |
| 79 | 9  | Hip to Be Square                        | David L. Bertman | Henning Fog, Nick Roth               | 29 listopada 2019    |                       |
| 80 | 10 | The Bromance Before Christmas           | Chris Koch       | Jonathan Fener                       | 13 grudnia 2019      |                       |
| 81 | 11 | One Step Forward, Three Steps Back      | Paul Murphy      | Sherry Bilsing-Graham, Ellen Plummer | 17 stycznia 2020     |                       |
| 82 | 12 | Wildflower Girls                        | Chris Koch       | Patrick Sheehan                      | 24 stycznia 2020     |                       |
| 83 | 13 | The Great Cookie Challenge              | Eric Dean Seaton | Michael Hobert                       | 31 stycznia 2020     |                       |
| 84 | 14 | A Very English Scandal                  | Ken Whittingham  | Anthony Lombardo                     | 18 marca 2020        |                       |
| 85 | 15 | In My Room                              | Randall Winston  | Jeremy Hall                          | 25 marca 2020        |                       |
| 86 | 16 | The Battle for Second Breakfast         | Alisa Statman    | Lauren Caltagirone                   | 1 kwietnia 2020      |                       |
| 87 | 17 | All is Fair in Love and War Reenactment | Melissa Kosar    | Michael Hobart & Anthony Lombardo    | 15 kwietnia 2020     |                       |
| 88 | 18 | Senior Prank                            | Chris Koch       | Donald Diego                         | 22 kwietnia 2020     |                       |
| 89 | 19 | Vacation!                               | Chris Koch       | Jonathan Fener                       | 6 maja 2020          |                       |
| 90 | 20 | Prom                                    | Melissa Kosar    | Donald Diego                         | 13 maja 2020         |                       |